# Duellmanohyla salvavida
Espèce
Synonymes
- Hyla salvavida McCranie & Wilson, 1986

Statut de conservation UICN

 EN  : En danger
Duellmanohyla salvavida est une espèce d'amphibiens de la famille des Hylidae.

## Répartition
Cette espèce est endémique du Honduras. Elle se rencontre entre 90 et 1 400 m d'altitude dans la cordillère Nombre de Dios et la montaña Macuzal dans les départements d'Atlántida et de Yoro,.

## Publication originale
- McCranie & Wilson, 1986 : A new species of red-eyed treefrog of the Hyla uranochroa group (Anura: Hylidae) from Northern Honduras. Proceedings of the Biological Society of Washington, vol. 99, no 1, p. 51-55 (texte intégral).